# Memphis hedemanni
Espèce
Synonymes
- Anaea hedemanni (R. Felder, 1869)[1]
- Nymphalis hedemanni R. Felder, 1869[1]

Memphis hedemanni est une espèce d'insectes lépidoptères (papillons) de la famille des Nymphalidae, de la sous-famille des Charaxinae et du genre Memphis.

## Dénomination
Memphis hedemanni a été décrit par Rudolf Felder en 1869 sous le nom initial de Nymphalis hedemanni.
Synonyme : Anaea hedemanniGodman & Salvin, [1884].

### Noms vernaculaires
Memphis hedemanni se nomme Hedemann's Leafwing en anglais.

## Description
Memphis hedemanni est un papillon aux ailes antérieures à bord externe concave et aux ailes postérieures avec chacune une queue.
Le dessus est bleu clair métallisé barré et bordé au bord externe de bleu marron ou marine foncé aux ailes antérieures, bleu clair métallisé entouré de violine ou marron cotés bord costal et bord interne aux ailes postérieures.
Le revers est beige marbré de blanc argenté et simule une feuille morte.

## Écologie et distribution
Memphis hedemanni  est présent au Mexique et au Guatemala,.

### Protection
Pas de statut de protection particulier.